# Lecanora norvegica
Lecanora norvegica är en lavart som beskrevs av Tor Tønsberg. Lecanora norvegica ingår i släktet Lecanora, och familjen Lecanoraceae. Arten är reproducerande i Sverige.